# Runenstein von Dynna

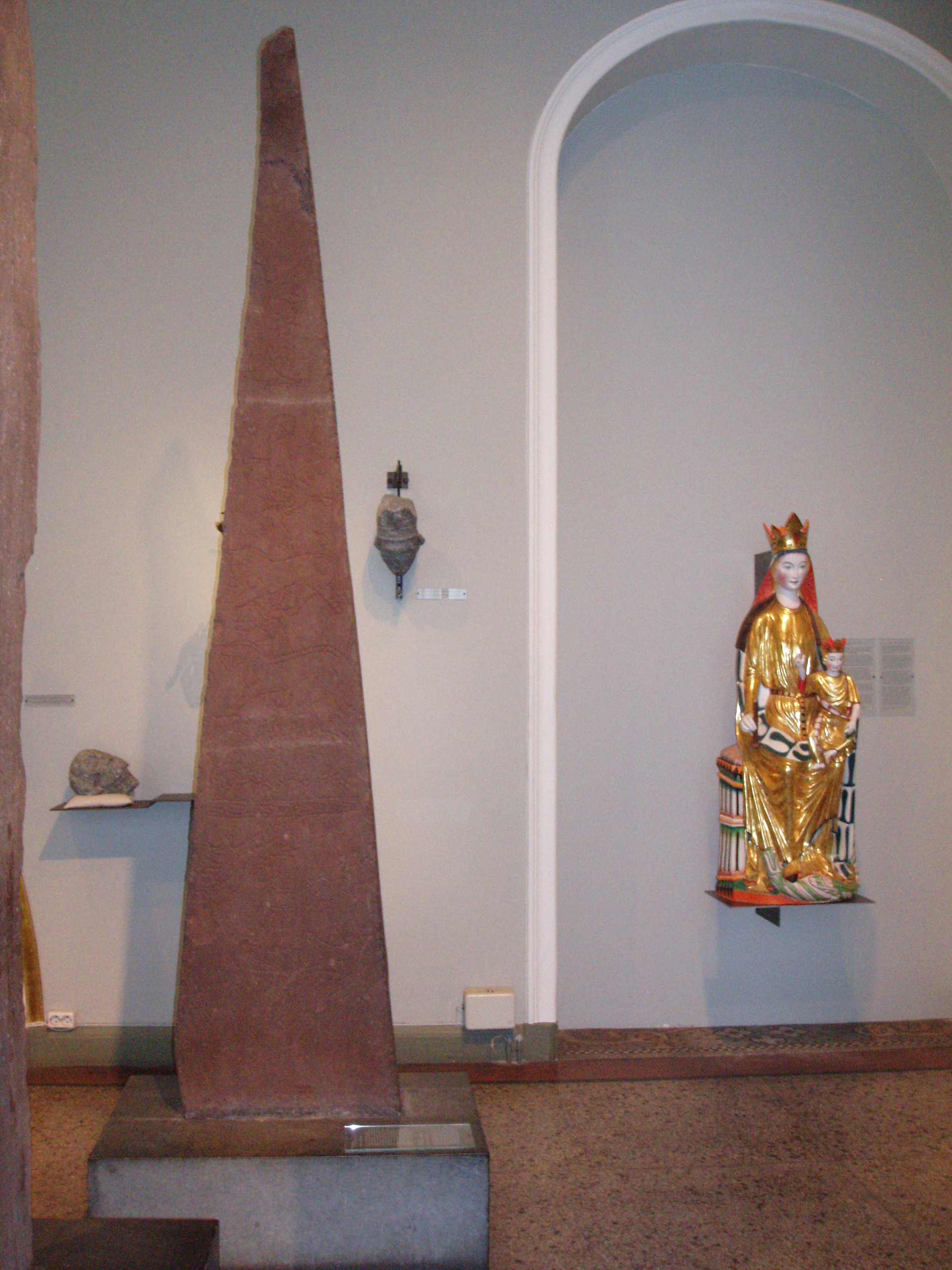
Runenstein von Dynna im Kulturhistorisk Museum

Der Runenstein von Dynna (N 68) stammt aus der südnorwegischen Spätwikingerzeit (etwa 1050 n. Chr.). Der winzige Ort Dynna liegt nördlich von Oslo, etwa fünf Kilometer Luftlinie südsüdöstlich von Gran. Dort wurde inzwischen eine Replik des Runensteins aufgestellt.
Es handelt sich um eine 2,8 m hohe Platte aus rotem Sandstein mit einer Runeninschrift an einer Kante und Bildgravuren auf der, in etwa dreieckigen Vorderseite. Der Stein ist an der Basis 54 cm breit und 18 cm dick. Die Bilder im Ringerikestil gehören zu den ersten christlichen der bildenden Kunst in Norwegen. Sie weisen auf eine Verbindung mit Schottland hin, wo sich ähnliche Steine finden.

## Die Darstellung
Die groben Bilder stellen eine Krippe, das Kind Jesus, den Stern von Bethlehem und die drei Weisen auf dem Pferderücken dar. (Matthäus 2, Vers 1–12). Durch einen Palmettenfries getrennt, befindet sich unten die Hauptszene – aus Platzgründen quer gestellt. Die Geburtshöhle ist eher den Darstellungen nordischer Bildsteine nachempfunden.

## Die Runeninschrift
Der Runentext ist im jüngeren Futhark geschrieben, wobei uneinheitlich Langzweigrunen und Kurzzweigrunen verwendet werden. Manchmal wird sowohl die Langzweigrune als auch die Kurzzweigrune für das gleiche Lautzeichen innerhalb eines Wortes verwendet.
Übertragung der Runenzeichen:
× kunuur × kirþi × bru × þririks tutir × iftir osriþi × tutur × sina × su uas mar hanarst × o haþalanti
Übersetzung:
Gunnvor, die Tochter Trydiks baute eine Brücke und errichtete einen Stein für ihre Tochter Astrid. Und sie war das geschickteste Mädchen in Hadeland.
Der von der Spitze eines großen Grabhügels stammende Stein wurde 1879 vom Museum erworben und befindet sich im Kulturhistorisk Museum in Oslo. Eine Kopie ist im Hadeland Folkemuseum, einem Freilichtmuseum in Gran aufgestellt.